# 栗原克実
栗原 克実（くりはら かつみ、1922年 - 2003年）は、日本の水墨画家。千葉県生まれ。
内閣総理大臣賞、国際文化交流功労特別賞などを受賞。
国画水墨院名誉顧問。水墨画の世界的巨匠である。

## 略歴
- 1922 - 千葉県山武郡大網白里町生まれ
- 1982 - 国画展で、文部大臣奨励賞受賞
- 1982 - 千葉県野田市立第二中学校校長退官
- 1985 - 中国大使賞受賞
- 1985 - 日中水墨交流協会理事
- 1986 - 外務大臣賞受賞
- 1989 - 内閣総理大臣賞受賞
- 1995 - 中国・日本書画名家展
- 1995 - インド・日印国交40周年記念展
- 1995 - 国画水墨院会長
- 1996 - 韓国・ソウル国際書画展
- 1997 - 国画水墨院名誉顧問
- 1997 - 国際文化交流功労特別賞
- 1997 - 大分県杵築市に栗原克実美術館が開館
- 2003 - 死去

### 栗原先生ご遺訓
「水墨画は東洋美術の主流であったが、
明治の文明開化以降、欧米化に波のまれ影が薄くなっていた。
私は洋画家を志したが、伝統芸術に関心を寄せ、水墨画家へと転身することとなった。
東洋と西洋の思想、絵画理論を融和させ、
西洋の影響を受けながらもなお、東洋的気質を貫く、
水墨画の世界を創造確立することこそ、今日的課題だと考える。」

### 栗原志保見
栗原克実の次男、栗原志保見も絵画活動を行い、
フランス・パリのサロン・ドートンヌ展や公的国際現代アートフェアなどに選抜されるなど、
活躍を重ねている。